# Kanada na Igrzyskach Imperium Brytyjskiego 1930
Kanada była gospodarzem Igrzysk Imperium Brytyjskiego w 1930 roku rozgrywanych w miejscowości Hamilton. Wystartowała jako jedna z 11 reprezentacji. Była to pierwsza edycja tej imprezy sportowej. Reprezentacja Kanady zajęła drugie miejsce w generalnej klasyfikacji medalowej igrzysk, zdobywając 20 złotych, 15 srebrnych i 19 brązowych medali.

## Medale
| Dyscyplina    | Złoto | Srebro | Brąz | Razem |
| ------------- | ----- | ------ | ---- | ----- |
| Zapasy        | 7     | -      | -    | 7     |
| Lekkoatletyka | 6     | 4      | 9    | 19    |
| Skoki do wody | 3     | 4      | 2    | 9     |
| pływanie      | 3     | 1      | 3    | 7     |
| Wioślarstwo   | 1     | 2      | 1    | 4     |
| Boks          | -     | 3      | 3    | 6     |
| Bowls         | -     | 1      | 1    | 2     |
| Razem         | 20    | 15     | 19   | 54    |

### Medaliści
Boks
- Cosmos Canzano – waga lekka mężczyzn
- Howard Williams – waga półśrednia mężczyzn
- William Skimming – waga ciężka mężczyzn
- Ross Galloway – waga musza mężczyzn
- John Keller – waga kogucia mężczyzn
- Al Pitcher – waga półciężka mężczyzn

 Bowls
- Harry Allen, Jimmy Campbell, Mitch Thomas, Billy Rae – czwórki mężczyzn
- W.H. Moore, Arthur Reid – dwójki mężczyzn

 Lekkoatletyka
- Percy Williams – bieg na 100 jardów mężczyzn
- Alex Wilson – bieg na 440 jardów mężczyzn
- Victor Pickard – skok o tyczce mężczyzn
- Len Hutton – skok w dal mężczyzn
- Gordon Smallacombe – trójskok mężczyzn
- Jim Brown, John Fitzpatrick, Leigh Miller, Ralph Adams – sztafeta 4 × 110 jardów mężczyzn
- John Fitzpatrick – bieg na 220 jardów mężczyzn
- Charlie Herman – rzut dyskiem mężczyzn
- Doral Pilling – rzut oszczepem mężczyzn
- Alex Wilson, Art Scott, James Ball, Stanley Glover – sztafeta 4 × 440 jardów mężczyzn
- John Fitzpatrick – bieg na 100 jardów mężczyzn
- Alex Wilson – bieg na 880 jardów mężczyzn
- Johnny Miles – bieg maratoński mężczyzn
- William Stargratt – skok wzwyż mężczyzn
- Robert Stoddard – skok o tyczce mężczyzn
- Len Hutton – trójskok mężczyzn
- Charlie Herman – pchnięcie kulą mężczyzn
- Abe Zvonkin – rzut dyskiem mężczyzn
- John Cameron – rzut młotem mężczyzn

 Pływanie
- Munroe Bourne – 100 jardów stylem dowolnym mężczyzn
- Jack Aubin – 200 jardów stylem klasycznym mężczyzn
- Bert Gibson, Munroe Bourne, George Burleigh, Jimmy Thompson – sztafeta 4 × 200 jardów stylem dowolnym mężczyzn
- Elizabeth Edwards, Irene Pirie-Milton, Marjorie Linton, Peggy Bailey – sztafeta 4 × 100 jardów stylem dowolnym kobiet
- Bert Gibson – 100 jardów stylem dowolnym mężczyzn
- George Burleigh – 400 jardów stylem dowolnym mężczyzn
- George Burleigh – 1500 jardów stylem dowolnym mężczyzn

 Skoki do wody
- Pearl Stoneham – wieża 10 metrów kobiet
- Alfred Phillips – trampolina 3 metry mężczyzn
- Alfred Phillips – wieża 10 metrów mężczyzn
- Doris Ogilvie – trampolina 3 metry kobiet
- Helen McCormack – wieża 10 metrów kobiet
- Cyril Kennett – trampolina 3 metry mężczyzn
- Samuel Walker – wieża 10 metrów mężczyzn
- Mollie Bailey – trampolina 3 metry kobiet
- Arthur Stott – trampolina 3 metry mężczyzn

 Wioślarstwo
- Elswood Bole, Bob Richards – dwójki mężczyzn
- J. Gayner, J. Fleming, O.G. Bellew, Henry Pelham – czwórki bez sternika mężczyzn
- B.L. Gales, R.S. Evans, J.A. Butler, H.R. McCuaig, A. Miles – czwórki ze sternikiem mężczyzn
- Albert Taylor, Don Boal, Earl Eastwood, Harry Fry, Joseph Zabinsky, Joseph Bowkes, Leslie MacDonald, William Moore, William Thoburn – ósemki mężczyzn

 Zapasy
- Jim Trifunov – waga kogucia mężczyzn
- Cliff Chilcott – waga piórkowa mężczyzn
- Howard Thomas – waga lekka mężczyzn
- Reg Priestley – waga półśrednia mężczyzn
- Mike Chepwick – waga średnia mężczyzn
- Bill McIntyre – waga półciężka mężczyzn
- Earl McCready – waga ciężka mężczyzn